# Lussy (Villaz)
Lussy (toponimo francese) è una frazione di 396 abitanti del comune svizzero di Villaz, nel Canton Friburgo (distretto della Glâne).

## Storia

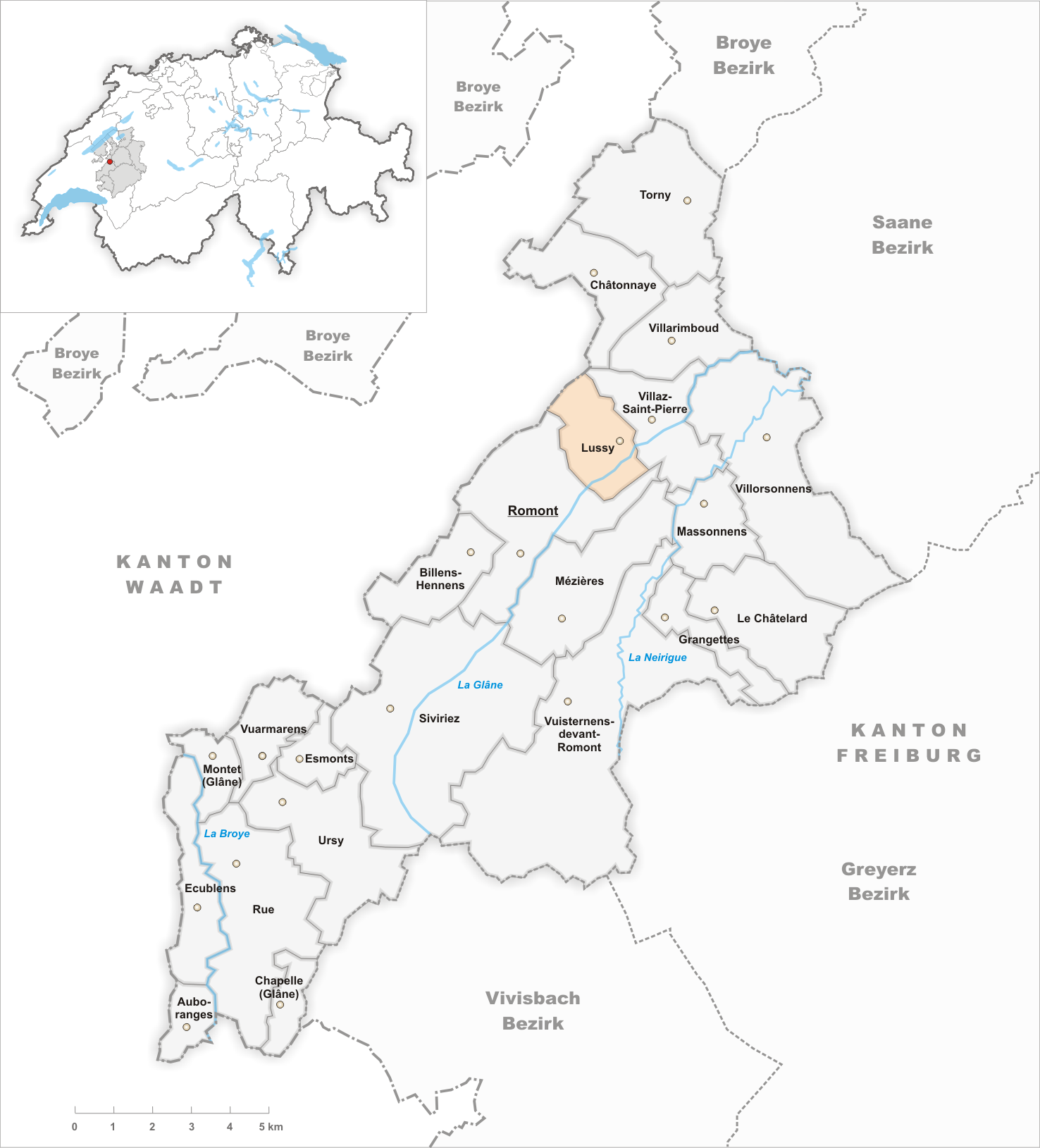
Il territorio del comune di Lussy prima degli accorpamenti comunali del 2005

Già comune autonomo, il 1º gennaio 2005 è stato accorpato all'altro comune soppresso di Villarimboud per formare il nuovo comune di La Folliaz. Nel 2020 il comune di La Folliaz si è fuso con Villaz-Saint-Pierre per formare il comune di Villaz.

## Monumenti e luoghi d'interesse
- Cappella cattolica di San Giovanni Battista, attestata dal 1649 e ricostruita nel 1784 e nel 1925[1].

## Società

### Evoluzione demografica
L'evoluzione demografica è riportata nella seguente tabella:
Abitanti censiti

## Amministrazione
Ogni famiglia originaria del luogo fa parte del comune patriziale che ha la responsabilità della manutenzione di ogni bene comune.